# Dębe Małe (gmina)
Dębe Małe (lub Dembe-Małe) – dawna gmina wiejska istniejąca w XIX wieku w guberni warszawskiej. Siedzibą władz gminy było Dębe Małe.
Za Królestwa Polskiego gmina Dębe Małe należała do powiatu mińskiego w guberni warszawskiej.
Gminę zniesiono w połowie 1870 roku a jej obszar włączono do gminy Łukowiec.
Zobacz też: gmina Dębe Wielkie.